# 南安普敦港
南安普敦港（英語：Port of Southampton）是位於英國英格蘭南海岸的一座客運港和貨運港。南安普敦港自1982年開始由聯合不列顛港口（Allied British Ports）所有管理，是英國最繁忙的郵輪港和第二大集裝箱港。南安普敦港現在有四個郵輪碼頭。 

## 郵輪碼頭

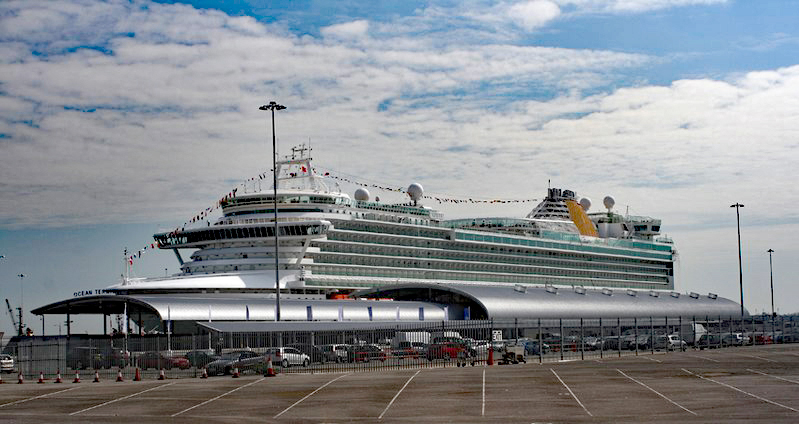
鉄行郵輪（P&O）“阿舒拉”(Azura）號游輪停泊在46號泊位的遠洋客運大樓（Ocean Terminal）

南安普敦港現有四座客運樓，服務游輪、跨海載客渡輪和遠洋郵輪瑪麗皇后二號，是後者的母港。其中兩座客運樓是新建設施，兩座是翻修過的舊客運碼頭。分別是：
- 伊麗莎白二世客運大樓（Queen Elizabeth II Terminal），位於38/39號泊位，1966年建成，2003年及2016年翻修。
- 五月花客運大樓（Mayflower Terminal），位於106號泊位，1960年建成，2003年及2015年翻修。[3]
- 城市客運大樓（City Terminal），位於101號泊位，2003年建成，2007年翻修
- 遠洋客運大樓（Ocean Terminal），位於46號泊位，2009年建成，2018-2019年翻修[4][5]

除了四座擁有客運樓的碼頭外，104號泊位（名爲“水果蓬”Fruit Shed）通常用於水果運輸，但在港區繁忙時也用作客運碼頭。